# Duque de Exeter
O título de Duque de Exeter foi criado várias vezes na Inglaterra, no final da Idade Média, quando Exeter era a principal cidade de Devon. Ele foi criado em primeiro lugar para John Holland, o meio-irmão do rei Ricardo II em 1397. Esse título foi rescindido após a ascensão de Henrique IV ao trono, dois anos depois, e o título foi posteriormente concedida ao tio de Henrique V, Thomas Beaufort, 1.º Conde de Dorset. Após a morte deste Duque sem herdeiros em 1426, o título foi reintegrado à família Holland, que manteve até o 3.º Duque, quando foi logrado em 1461 como um Lencastre, morrendo em 1475.

## Duques de Exeter, primeira criação (1397)

Brasão de armas dos Duques de Exeter da família Holland

- João Holland, 1.º Duque de Exeter (1352–1400), meio-irmão de Ricardo II, foi executado por traição contra o primo de seu meio-irmão e rival Henry Bolingbroke, neste momento suas honras foram perdidas.

### Brasão de Armas
- Armas: As armas da Inglaterra (gules, três leões em or passantes), com a borda azure, cercada de flor-de-lis em segunda.
- Crista: O leão real no chapeau, adornado com o colar azure, cercado com flores-de-lis e a coroa ducal.

## Duques de Exeter, segunda criação (1416)

Brasão de armas de Thomas Beaufort (1377–1427), Duque de Exeter e filho de João de Gante, Duque de Lancaster.

- Tomás Beaufort, 1.º Duque de Exeter (1377–1426), terceiro filho legítimo de João de Gante, Duque de Lancaster (ele mesmo terceiro filho de Eduardo III), morreu sem descendência.

### Brasão de Armas
- Armas: As armas da Inglaterra (em quartos: primeiro e quarto, azure, três flores-de-lis; segundo e terceiro, gules, três leões passantes em or), com uma borda componé azure e arminho.[1]
- Crista: Uma portcullis or, cravejado em azure, correntes em primeiro.

## Duques de Exeter, primeira criação (restaurado em 1439)
- João Holland, 2.º Duque de Exeter (1395–1447), segundo filho do 1.º Duque, foi restaurada a honra de seu pai após o serviço de seu primo, o rei da Casa de Lancaster, Henrique V
- Henrique Holland, 3.º Duque de Exeter (1430–1475), único filho do 2.º Duque, títulos perdidos em 1461.

### Brasão de Armas
Como da primeira criação acima.

## Ligação externa
- «Earls of Kent 1352—1408 (Holand)» (em inglês). 05/01/2013